# ۲۱ شوال
۲۱امین روز از ماه شوال

## رویدادها
- ٩٢ - فتح اندلس به دست مسلمانان.

## زادگان
- ۲۷۲ - ابن مقله، ادیب، خوشنویس، مبتکر و مبدع خطوط مختلف و وزیر عباسیان.
- ۱۲۶۰ - محمد پنجم سی‌وپنجمین سلطان عثمانی

## درگذشتگان
- ۱۴۱۹ - ملک حسین سومین شاه اردن